# طريق الخليج (السعودية)
طريق الخليج هو طريق ساحلي رئيسي يقع في المنطقة الشرقية من المملكة العربية السعودية يربط مدينتي الدمام والقطيف مُروراً بمدن عنك وسيهات.
يبلغ طول هذا الطريق 26 كلم مع وجود خطط لتوسيعه إلى الجنوب. فيما يبلغ عرضه 40 متراً وثمانية دوارات، ويبلغ قطر أكبرها 150 متراً بين الدمام وسيهات. ويرتبط الطريق مباشرة بالطريق السريع 613. ويعرف هذا الطريق هو ارتفاعاً مستمرا في حركة المرور. وهو يمر بجوار العديد من مراكز التسوق: الشاطئ مول ومارينا مول ودارين مول. وقد تم تحديد الحد الأقصى للسرعة في 80 كم/ساعة.

## تاريخ
في أبريل 2015، افتتحت أمانة المنطقة الشرقية، جسر المشاة الواقع على طريق الخليج العربي، والذي يربط مجمع المارينا التجاري بالواجهة البحرية بمدينة الدمام، ويخدم زوار الكورنيش والمرافق والمجمع والأحياء الواقعة على الطرف الآخر من الطريق.

## تحديد السرعة
بهدف التقليل من حوادث السير، وضمان سلامة مستخدمي الطرق، شرعت أمانة المنطقة الشرقية بالتنسيق مع الإدارة العامة للمرور بتحديد وتركيب لوحات السرعات في 17 طريقا وشارعا بحاضرة الدمام، ومنها تحديد السرعة في 80 كلم/ساعة على طريق الخليج من طريق الملك عبد الله حتى طريق الأمير نايف.